# Litotenes
Litotenes là một chi bướm đêm thuộc phân họ Tortricinae của họ Tortricidae.

## Các loài
- Litotenes ioplecta Diakonoff, 1973